# غل أغا شيرزي

كُل آغا شيرزي محافظ قندهار الجنوبية، بعد انسحاب مقاتلي طالبان عن مقاليد السلطة في البلاد، ولكن الرئيس الأفغاني حامد قرضاي عينه حاكماً لولاية ننكرهار الشرقية.